# Ultra Maniac
Ultra Maniac (jap. ウルトラマニアック Urutora maniakku) – manga stworzona przez Wataru Yoshizumi. Opowiada o nastoletniej Ayu należącej do klubu tenisowego. Dziewczyna jest popularna wśród młodszych uczennic i za wszelką cenę stara się utrzymać swój wizerunek "Cool Girl". Pewnego dnia nasza bohaterka poznaje Ninę Sakurę - wesołą dziewczynę, która w rzeczywistości jest czarodziejką z Magicznego Królestwa. Kiedy Ayu pomaga Ninie, ta chce się jej odwdzięczyć. Używa swojego magicznego komputera, aby wesprzeć nową koleżankę. Niestety, ale wprowadza tylko zamieszanie. Od tej pory Ayu naprawdę trudno jest utrzymać swój wizerunek, ponieważ Nina, chociaż chce dobrze, sieje prawdziwy zamęt w jej życiu. Mimo to dziewczyny zaprzyjaźniają się. Ayu robi wszystko, by zwrócić uwagę swojego wymarzonego chłopaka. Dzięki magii udaje jej się to, ale niekoniecznie w taki sposób, w jaki by sobie tego życzyła. Wkrótce okazuje się, że jej obiekt westchnień ma także swoje ciemne strony. Opowieść została zawarta w pięciu tomach. Na podstawie mangi powstało także anime składające się z 26 odcinków.

## Bohaterowie
Ayu Tateishi (立石亜由, Tateishi Ayu?) - podziwiana przez młodsze dziewczęta, należy do klubu tenisowego. Podoba jej się Kaji-kun i by zwrócić na siebie jego uwagę, stara się być za wszelką cenę zdecydowana i pewna siebie. Zmienia się, gdy poznaje Ninę. Zaczyna rozumieć, że najlepiej być po prostu sobą. Mimo że przez Ninę ciągle wpada w tarapaty, nadal bardzo się lubią.
Nina Sakura (佐倉 仁菜, Sakura Nina?) - wesoła i prostolinijna, zawsze chętna do pomocy, pochodzi z Magicznego Królestwa. Po tym jak Ayu pomogła jej odzyskać magiczny komputer, Nina chce wspierać koleżankę na każdym kroku. Pomaga jej za pomocą magii, ale czasami, mimo dobrych chęci, pomoc ta okazuje się raczej przeszkodą. W szkole magii oblała wszystkie egzaminy. Mimo że nie ma najlepszych ocen, jest bardzo miła i przywiązana do Ayu.
Tetsushi Kaji (架地哲士, Kaji Tetsushi?) - obiekt westchnień wszystkich dziewczyn w szkole; wysportowany, inteligentny, prawdziwy ideał. Podoba mu się Ayu. Z czasem okazuje się jednak, że Kaji nie posiada samych zalet.
Rio (Leo) - kotek Niny potrafiący mówić. Ma także zdolność przemiany w małego chłopca.

## Lista odcinków
1. .Ayu&Nina
2. .Boy meets girl
3. .Change over
4. .D.C(Da capo)
5. .Enigma
6. .Fight over
7. .Gigantic pets
8. .Hello, little girls
9. .Item
10. .Jack straw
11. .Knight spirit
12. .Lovesick night
13. .Magic vest
14. .Negative girl
15. .Orange stone
16. .Pinch hitter
17. .Quest
18. .R&B
19. .Stand by me
20. .Tangle
21. .Untangle
22. .Virgin love
23. .Wonderful night
24. .X-Day
25. .Yes, I like you
26. .Zoom in